# 曽地バスストップ

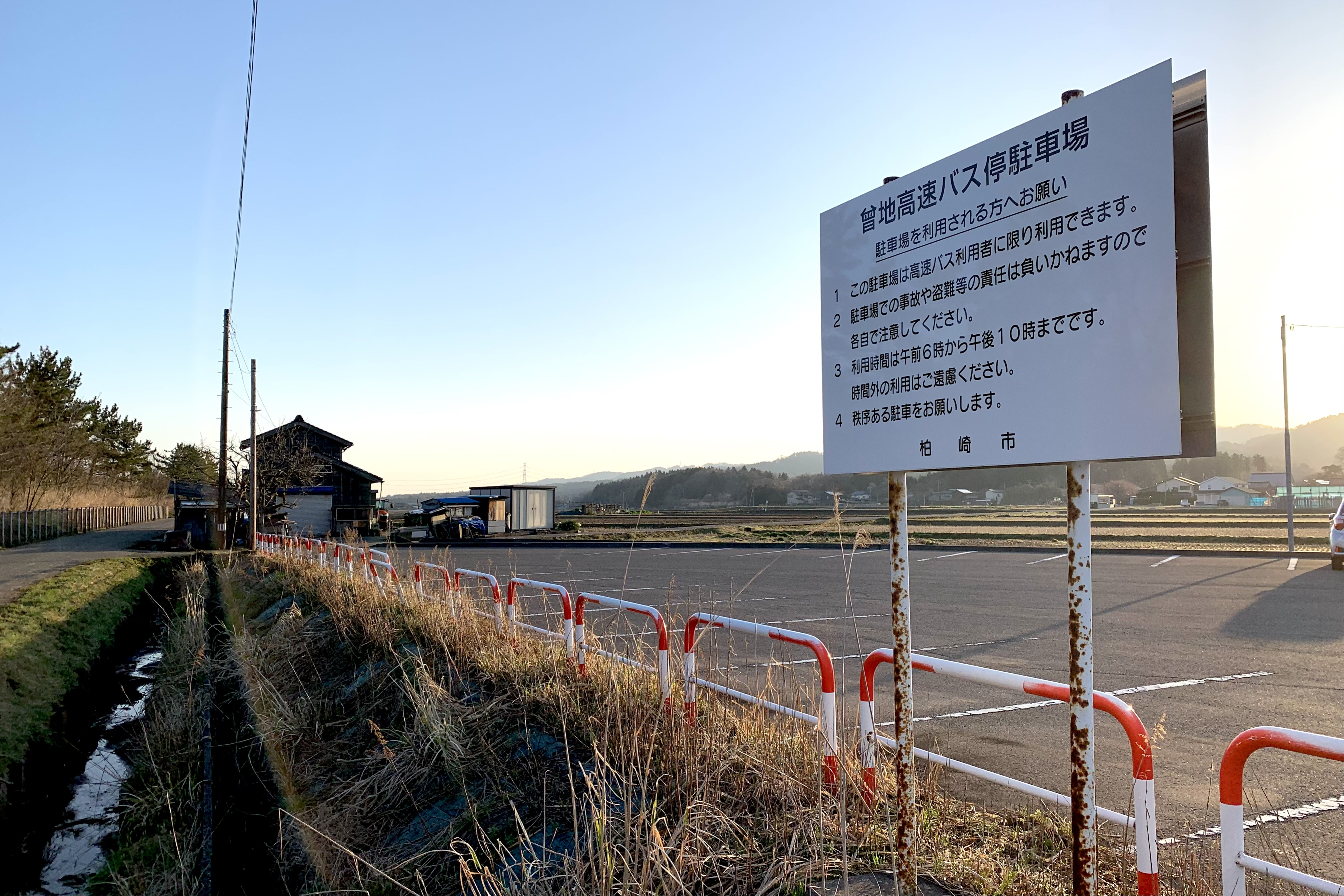
無料パークアンドライド駐車場（2022年4月）

曽地バスストップ（そちバスストップ）は、新潟県柏崎市大字曽地の北陸自動車道上にある高速バス停留所。

## 停車する路線

### 県外線

新潟県・県外高速バス路線図（旧ツアーバス系は除く）

- 東京 - 上越線（池袋行は乗車のみ、直江津行は降車のみの扱い）
柏崎インター - 曽地BS - 西山BS
- 堺・なんば・京都 - 柏崎・長岡・三条線（堺行は乗車のみ、三条行は降車のみの扱い）
柏崎駅前 - 曽地BS - 西山BS

### 県内線

ときライナー路線図

県内線（ときライナー）はいずれも、乗降とも扱う。
- 【ときライナー】Ｋ 柏崎線
柏崎インター - 曽地BS - 西山BS
- 【ときライナー】Ｊ 上越線
柏崎BS- 曽地BS - 西山BS

## 周辺
徒歩約5分の国道8号沿いに越後交通路線バス 柏崎駅 - 長岡駅線（曽地経由）の「曽地新田」バス停がある。

## その他
本バス停付近にスマートインター設置を地域から要望されている。

## 隣
北陸自動車道
(35)柏崎IC - 曽地BS - 刈羽PA